# Maimuna vestita
Maimuna vestita är en spindelart som först beskrevs av Carl Ludwig Koch 1841.  Maimuna vestita ingår i släktet Maimuna och familjen trattspindlar. Inga underarter finns listade i Catalogue of Life.